# Mihail Vitaljevics Margelov
Mihail Vitaljevics Margelov (oroszul: Михаил Витальевич Маргелов; Moszkva, 1964. december 22. –) orosz politikus, az orosz külügyi bizottság szóvivője az Egységes Oroszország párt színeiben.

## Élete
Mihail Margelov a Moszkvai Állami Egyetemen szerzett diplomát, az afrikai és ázsiai országokkal való nemzetközi kapcsolatok szakértőjeként (emellett a KGB főiskoláján arabul és angolul tanult). Kezdetben az SZKP központi bizottságának külügyi osztályán dolgozott tolmácsként. 1990–1995 között a FÁK gazdasági konzultánsaként dolgozott, majd 1996-ban Borisz Nyikolajevics Jelcin újraválasztási kampányának vezetője lett, majd Jelcin győzelme után 1998-ig az orosz kormány propaganda osztályát vezette.
1999-től 2000-ig az Orosz Információs Központ vezetőjének tisztségét töltötte be, 1999 szeptemberében pedig a RIA Novosztyi hírügynökség menedzserévé is kinevezték. 2000-től Vlagyimir Vlagyimirovics Putyin elnök választási bizottságának konzultánsa lett. 2001 óta az orosz külügyi bizottság szóvivője, 2008–2011 között Oroszország szudáni elnöki követévé, majd 2011-ben az ország afrikai kooperációs követévé nevezték ki, egyúttal a 2011-es első líbiai polgárháború alatt Oroszország líbiai különmegbízottja is volt.